# Laguna di Oliveri - Tindari
Laguna di Oliveri - Tindari este o arie protejată (arie specială de conservare — SAC, sit de importanță comunitară — SCI) din Italia întinsă pe o suprafață de 467 ha, din care 5 % marine.

## Localizare
Centrul sitului Laguna di Oliveri - Tindari este situat la coordonatele 38°08′39″N 15°02′35″E / 38.144068°N 15.043044°E.

## Înființare
Situl Laguna di Oliveri - Tindari a fost declarat sit de importanță comunitară în septembrie 1995 pentru a proteja 1 specie de plante și 15 specii de animale. Situl a fost protejat și ca arie specială de conservare în martie 2017.

## Biodiversitate
Situată în ecoregiunea mediteraneană, aria protejată conține 16 habitate naturale: Tufărișuri termo-mediteraneene și de pre-deșert, Recifuri, Lagune de coastă, Pante stâncoase silicioase cu vegetație casmofită, Vegetație anuală la limita mareei, Dune mobile cu vegetație embrionară, Galerii și tufărișuri riverane sudice (Nerio-Tamaricetea și Securinegion tinctoriae), Straturi cu Posidonia (Posidonion oceanicae), Pseudostepă cu ierburi și specii anuale de Thero-Brachypodietea, Pajiști umede mediteraneene cu ierburi înalte de Molinio-Holoschoenion, Păduri de stejar alb estice, Pante stâncoase calcaroase cu vegetație casmofită, Dune cu vegetație ierboasă Malcolmietalia, Galerii de Salix alba și de Populus alba, Pășuni mediteraneene udate de apa mării (Juncetalia maritimi), Peșteri marine scufundate complet sau parțial.
La baza desemnării sitului se află mai multe specii protejate:
- plante (1): Dianthus rupicola
- păsări (15): pescăruș albastru (Alcedo atthis), stârc roșu (Ardea purpurea), stârc galben (Ardeola ralloides), bătăuș (Calidris pugnax), prundăraș de sărătură (Charadrius alexandrinus), egretă mică (Egretta garzetta), șoim călător (Falco peregrinus), piciorong (Himantopus himantopus), stârc pitic (Ixobrychus minutus), pescăruș-cu-cap-negru (Larus melanocephalus), pescăruș râzător (Larus ridibundus), stârc de noapte (Nycticorax nycticorax), cormoran mare (Phalacrocorax carbo), țigănuș (Plegadis falcinellus), fluierar de mlaștină (Tringa glareola)

Pe lângă speciile protejate, pe teritoriul sitului au mai fost identificate 36 de specii de plante, 4 specii de păsări, 3 specii de amfibieni, 2 specii de mamifere, 12 specii de nevertebrate, 5 specii de reptile.